# 档案柜

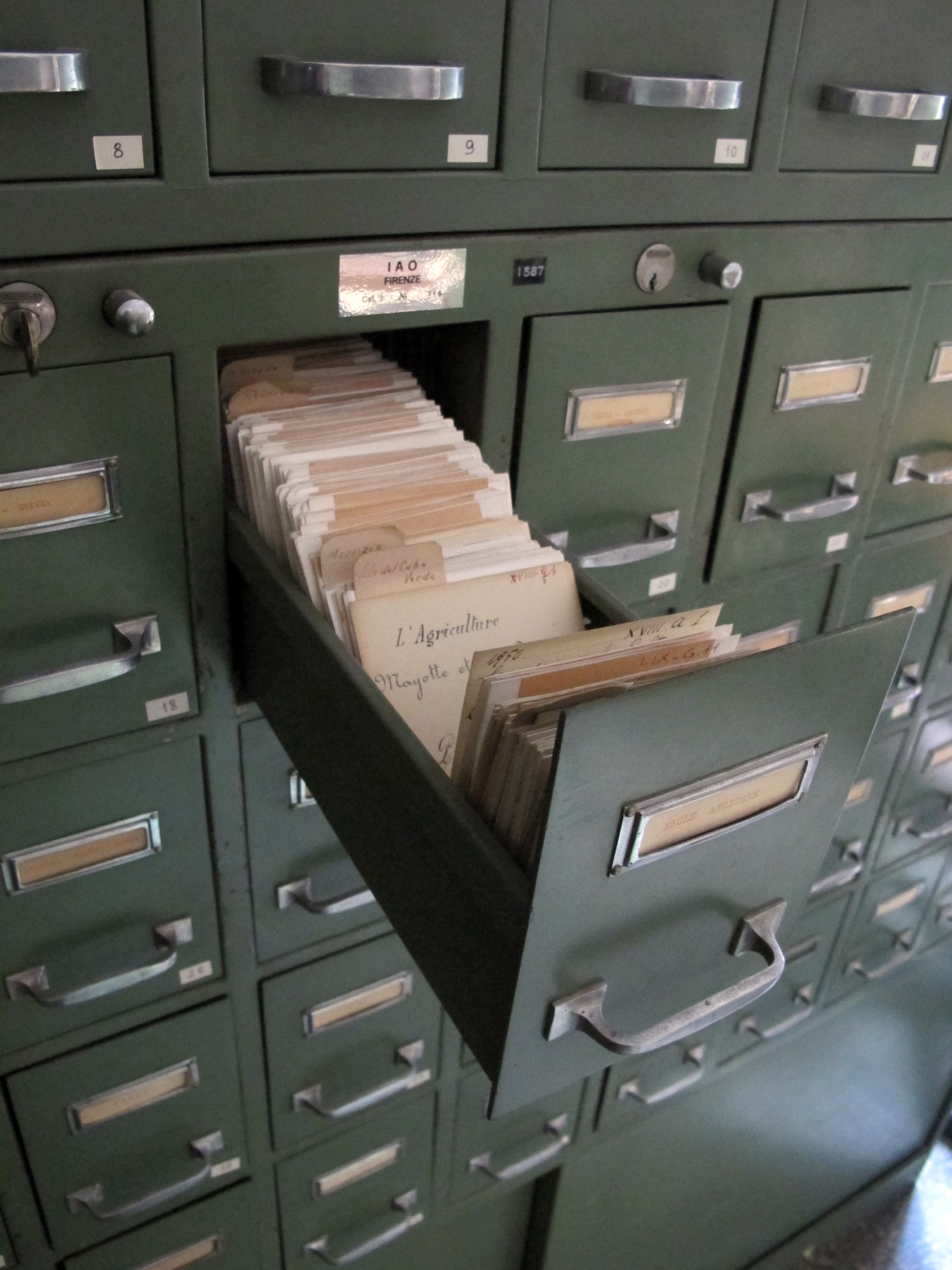
两个金属档案柜

档案柜是一种用来分类存放纸质文档的办公室设备。一般它是由很多用来装文件的抽屉和外壳组成。横向和纵向是最常见的两类形式的档案柜。在美国，档案柜通常设计为容纳8.5×11的文件，而在其他国家，档案柜往往可以容纳其它尺寸的纸张，如A4纸。

## 结构
办公室文件柜通常是由金属薄板或木材制作。在抽屉通常使用一个抽屉滑轨，以更容易打开抽屉，不过这个滑轨一般有一个卡槽，以防止拉抽屉被完全拉出。要打开大多数金属档案柜的一个抽屉，一个称为“滑动门闩”的机制必须激活释放才能打开抽屉。 每个抽屉里有一个把手以方便拉抽屉的。每一个抽屉的正面，通常贴有有一个标签，以使用户能够识别抽屉里的内容。 
许多档案柜都有键控锁，以防止未经授权的打开。有两种类型的锁。当钥匙插入锁孔旋转，一个“锁凸轮”被激活。而“柱塞锁定”需要用钥匙打开，但是可以不用钥匙关闭。柱塞锁允许用户在很短的时间迅速地关闭并锁上几个机柜。 
有些文件柜在每一个抽屉的后面有一个金属板或丝结构，被称为跟随块。跟随块可以随时调整，以缩短抽屉的长度，这样可以让文抽屉内的文件保持直立，这样更方便拿放文件。

## 原材料
文件柜厂一般大批量地购买钢材。它们一般是0.3至3.66米宽的板材圈。所用钢材具有良好的耐蚀性，耐热性，低温强度和机械特性。冲压、弯曲等热加工性能好，适用于文件柜的制作。机柜的配件包括把手和持有人的标签，这两个可能是由电镀铝制成。滑动机制和球轴承通常是钢铁，而轮子通常由高密度尼龙制成。

### 双节式文件档案柜
如今在办公室和家中，文件柜的是必不可少的，为了满足大家摆放资料的需要，各种各样的文件档案柜都出现了。接下来小编要与大家分享的是一款双节式的文件档案柜。 
这种双节式文件档案柜将整个柜子分成了上下两层两格的设计，使得文件档案柜看起来更简约大方。打开方式是滑动式，采用不锈钢双轨滑到，能够防止抽屉抽的过长而脱落。内部采用的是可调式搁板，搁板的孔排列紧密，间隙较小，能够承受较重的重量。 
双节式的文件档案柜在后背处采用整张钢板模具制作，看上去更加美观平整，拉手经过模具冲压而成，不容易碎，能够最大限度的保证使用者的安全。整体上材质采用优质的冷轧钢精装组成，经过十几道精工细作而成，能够防止生锈，使得该款文件档案柜更耐看。

## 制造过程

### 切割钢材
把钢板根据设计图进行冲裁处理。一个冲裁模生产一块材料，切割成理想的形状。近年来的数控冲模已经成为主流，它的好处是可以很容易地成型非常复杂的零件。用数控冲模来裁切可以完成很复杂的设计，代价是这样生产速度稍慢。

### 弯折成型
把切割完成的钢板放入冲压机（直角弯折），进行特定形状的弯折造型。也有一些冲压机可以一次弯折两次，提高了生产效率。由于钢材的延展性好，所以弯折成型方便且便宜。

### 焊接部件
把文件柜的各个组成部分焊接在一起的过程被称为点焊。一对电极放置在要焊接的两个部分上，施加一定的压力的同时让电流通过它们之间，产生的焦耳热熔化金属把钢材粘合在一起，达到焊接的目的。这种方法也称为电阻焊接。

### 喷涂上漆
在一般情况下，文件柜外壳等部件需要进行油漆喷涂。为确保喷涂质量，需要在带静电条件下进行操作。
静电喷涂油漆需要涂料和文件柜部件有相反电荷，相反的电性可以使油漆更牢固。它把涂料分散成粉末，只有百分之一的浪费。静电喷涂工程最好在真空中进行。

### 组装部件
让抽屉滑动的滑轨一般都购自一家专业制造商，然后在把它安装进文件柜内，然后组装抽屉。一些部件，如锁扣或标签，需要陷入板材上的预切孔和夹紧到位。其他一些地方，如把手，是螺栓到位。由于之前都是机械精密成型，所以组装非常方便。

## 未来趋势
作为最新的趋势，文件柜是有可能因为无纸办公的推广而消失。上世纪六七十年代的预言设想无纸化办公室的资料将以数字化的形式储存在整齐和易于检索的计算机媒体。然而，尽管电脑已经普及，但是现在仍然有百分之九十以上的办公文件以纸质的形式存在。目前，计算机通常似乎仅仅是功能的另一种手段的文件，或硬拷贝。人们熟悉和偏爱纸质文件，至少在近些年，需要继续使用文件柜。 